# 게타바코

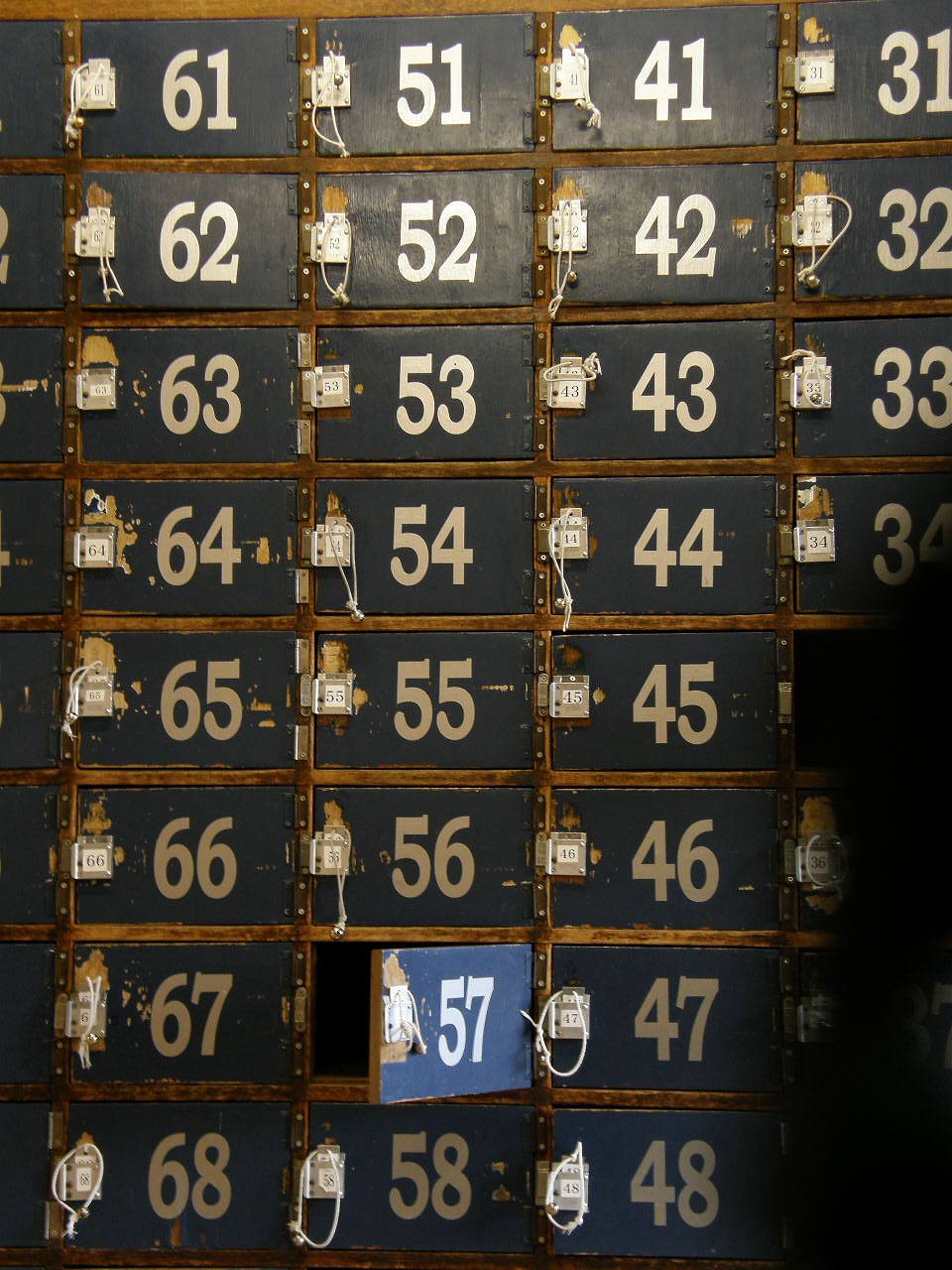
고베에 있는 센토의 게타바코

게타바코(일본어: 下駄箱)는 일본식 신발장이다. 온센이나 센토에 예부터있는 대중이 모이는 장소에 많았다. 학교에서도 설치되어 있다.

## 같이 보기
- 사물함